# Arthur Lenne
Arthur Lenne, född 2 maj 2001, är en fransk handbollsspelare som spelar för Montpellier HB och det franska landslaget. Han är högerhänt och spelar som mittsexa. Han är yngre bror till Yanis Lenne, som även han är handbollsspelare för Montpellier.